# 科林斯 (蘭道夫縣北方)
科林斯（英語：Colinth）是一個位於美國阿拉巴馬州蘭道夫縣的非建制地區。該地的面積和人口皆未知。

## 地理
科林斯的座標為33°27′18″N 85°35′33″W / 33.45500°N 85.59250°W，而該地的平均海拔高度為306米（即1004英尺）。